# Европейская хартия местного самоуправления
Европейская хартия местного самоуправления была принята в 1985 году Конгрессом местных и региональных властей Совета Европы и является самым важным многосторонним документом, определяющим фундаментальные принципы функционирования органов местного самоуправления.

## История
Европейская хартия местного самоуправления была открыта для подписания государствами — членами Совета Европы 15 октября 1985 г. и вступила в законную силу 1 сентября 1988 г. Все 47 стран — участниц Совета Европы подписали и ратифицировали Хартию. Последней страной является Сан-Марино, ратифицировавшая документ в октябре 2013 г. Россия ратифицировала Хартию Федеральным законом от 11.04.1998 № 55-ФЗ, в связи с чем документ вступил в силу и стал обязательным для России с 1 сентября 1998 г.
Хартия обязывает государства закрепить во внутреннем законодательстве и применять на практике совокупность юридических норм, гарантирующих политическую, административную и финансовую независимость муниципальных образований. Она также устанавливает необходимость конституционного регулирования автономии местного самоуправления.
Кроме того, Хартия является первым юридическим документом, гарантирующим соблюдение принципа субсидиарности государствами — членами Совета Европы. Таким образом, местные власти должны осуществлять управление и контролировать значительную часть публичных обязательств в интересах местного населения и под свою ответственность. В соответствии с принципом субсидиарности Хартия закрепляет, что публичные обязательства должны реализовываться на наиболее близком населению уровне и должны относиться к более высокому административному уровню только в том случае, если решение таких задач силами местных администраций неэффективно или невозможно. Принципы Хартии применимы ко всем видам органов местного самоуправления.
В 2009 г. принят дополнительный протокол к Хартии, который вступил в силу в июне 2012 года. Он предусматривает право голоса на местных выборах в каждой стране-участнице протокола для граждан всех остальных стран-участниц протокола.
С 16 марта 2022 года хартия прекратила действие в отношении России.

## Содержание Хартии
Хартия состоит из Преамбулы и трех частей.
- Преамбула закрепляет фундаментальные принципы Хартии, которыми являются: роль местного самоуправления в обеспечении демократии, эффективного управления и децентрализации власти; роль муниципальных образований в развитии Европы; необходимость для муниципалитетов иметь широкую автономию.
- Первая часть содержит основополагающие положения относительно местного самоуправления. В частности, закрепляется необходимость конституционного и законодательного регулирования местного самоуправления (ст. 2), определяется понятие местного самоуправления (ст. 3), устанавливаются принципы организации и деятельности органов местного самоуправления (ст. 4), например, наличие предметов ведения и полномочий органов местного самоуправления, позволяющих последним эффективно решать вопросы местного значения.

Другие статьи первой части фиксируют необходимость четкого муниципального деления (ст.5), самостоятельного определения органами местного самоуправления своей структуры, право нанимать муниципальных служащих для обеспечения деятельности выборных должностных лиц местного самоуправления (ст.6,7). Целями еще двух важных статей являются ограничение административного контроля за нормотворчеством органов местного самоуправления (ст.8) и необходимость обеспечения наполняемости местных бюджетов (ст.9). Статья 10 закрепляет право органов местного самоуправления сотрудничать между собой и создавать межмуниципальные ассоциации, а статья 11 — возможность судебной защиты местной автономии.
- Вторая часть содержит различные положения относительно обязательств государств, подписавших и ратифицировавших Хартию. Исходя из намерения обеспечить баланс между нормами Хартии и институционально-юридическими особенностями государств, Хартия предоставляет государствам право не включать во внутреннее законодательство некоторые положения Хартии при наличии правового обоснования (ст. 12). Указанная статья также закрепляет, что принципы местного самоуправления обязательны для всех государств. Таким образом, речь идет о компромиссе между необходимостью соблюдения фундаментальных принципов местного самоуправления и гибкостью в отношении внутреннего права каждого из государств.
- Третья часть регулирует процедурные вопросы, содержание которых, как правило, стандартно и наличествует во всех конвенциях Совета Европы: подписание, ратификация и вступление в силу (ст. 15), территориальная сфера действия (ст.16), денонсация и нотифицирование(ст.17, 18).